# Macrorrhyncha uncinata
Macrorrhyncha uncinata är en tvåvingeart som beskrevs av Uesugi 2005. Macrorrhyncha uncinata ingår i släktet Macrorrhyncha och familjen platthornsmyggor. Inga underarter finns listade i Catalogue of Life.